# El millonario
"El millonario" es la versión española del popular concurso internacional "Who Wants to Be a Millionaire Hot Seat". El premio máximo en España es de 100.000 €, que se consigue respondiendo correctamente a 15 preguntas. El programa, emitido en la cadena La Sexta, fue presentado por Nuria Roca desde su primera emisión el 15 de febrero de 2012.
Finalmente, tras dos meses en emisiones, la cadena española La Sexta puso fin al programa el 25 de mayo de 2012 debido a la baja audiencia de la sobremesa. Por este motivo, el último programa se emitió en mayo de 2012, aunque la cadena continuó emitiendo reposiciones del programa hasta el 9 de noviembre del mismo año.

## Mecánica
En cada entrega se realiza un previo sorteo del orden en que participarán los 6 competidores, los cuales intentarán responder a las preguntas de los 15 niveles con los que cuenta el espacio. Los 5 primeros niveles tienen un tiempo de 15 segundos cada uno, los 5 siguientes, 30; y los 5 últimos, 45.
Una vez decidido el orden en la fase previa, los concursantes, sentados cada uno en sus respectivas sillas, tratarán de alcanzar el máximo nivel de preguntas respondiéndolas en un corto periodo de tiempo, Si desconoce la respuesta correcta, podrá utilizar el comodín de pasar la pregunta al siguiente competidor, quien estará obligado a responder. Si acierta podrá permanecer en el programa y si es su primer turno con la opción de paso disponible, podrá usarla en alguna pregunta posterior de ese turno. Si a un concursante se le acaba el tiempo en una pregunta, computará como paso, pero si ya había usado el comodín de paso antes o no podía usarlo en ese momento, contará como fallo. Únicamente se puede utilizar la opción de pasar una vez por concursante. Un fallo supone la eliminación del concursante del juego, el premio máximo baja un escalón y el siguiente concursante deberá responder otra pregunta del mismo nivel. Si todos los concursantes quedan eliminados el juego termina. Cuando se formula la última pregunta, cuyo valor depende del número de fallos cometidos entre todos los concursantes durante el juego, si el concursante la acierta, gana la cantidad de dinero correspondiente a ese nivel, si no, recibirá 1000 € de consolación.

## Audiencias
| Temporada | Temporada | Episodios | Estreno               | Final              | Audiencia media | Audiencia media | Audiencia media |
| Temporada | Temporada | Episodios | Estreno               | Final              | Espectadores    | Cuota           |                 |
| --------- | --------- | --------- | --------------------- | ------------------ | --------------- | --------------- | --------------- |
|           | 1         | 74        | 15 de febrero de 2012 | 25 de mayo de 2012 | 424 000         | 3,1%            |                 |

| Programas emitidos. (Evolución semanal) | Programas emitidos. (Evolución semanal) | Programas emitidos. (Evolución semanal) | Programas emitidos. (Evolución semanal) |
| Capítulo                                | Fecha                                   | Espectadores                            | Share                                   |
| --------------------------------------- | --------------------------------------- | --------------------------------------- | --------------------------------------- |
| 01                                      | 15 de febrero de 2012                   | 395.000                                 | 2,8%                                    |
| 02                                      | 16 de febrero de 2012                   | 409.000                                 | 2,9%                                    |
| 03                                      | 17 de febrero de 2012                   | 509.000                                 | 3,6%                                    |
| 04                                      | 20 de febrero de 2012                   | 374.000                                 | 2,6%                                    |
| 05                                      | 21 de febrero de 2012                   | 546.000                                 | 4,0%                                    |
| 06                                      | 22 de febrero de 2012                   | 529.000                                 | 3,9%                                    |
| 07                                      | 23 de febrero de 2012                   | 434.000                                 | 3,2%                                    |
| 08                                      | 24 de febrero de 2012                   | 469.000                                 | 3,4%                                    |
| 09                                      | 27 de febrero de 2012                   | 567.000                                 | 4,2%                                    |
| 10                                      | 27 de febrero de 2012                   | 870.000                                 | 4,7%                                    |
| 11                                      | 28 de febrero de 2012                   | 411.000                                 | 3,2%                                    |
| 12                                      | 29 de febrero de 2012                   | 469.000                                 | 3,5%                                    |
| 13                                      | 1 de marzo de 2012                      | 468.000                                 | 3,5%                                    |
| 14                                      | 2 de marzo de 2012                      | 549.000                                 | 4,0%                                    |
| 15                                      | 5 de marzo de 2012                      | 430.000                                 | 3,1%                                    |
| 16                                      | 6 de marzo de 2012                      | 497.000                                 | 3,7%                                    |
| 17                                      | 7 de marzo de 2012                      | 413.000                                 | 3,1%                                    |
| 18                                      | 8 de marzo de 2012                      | 489.000                                 | 3,6%                                    |
| 19                                      | 9 de marzo de 2012                      | 514.000                                 | 3,7%                                    |
| 20                                      | 12 de marzo de 2012                     | 398.000                                 | 2,9%                                    |
| 21                                      | 12 de marzo de 2012                     | 288.000                                 | 2,4%                                    |
| 22                                      | 13 de marzo de 2012                     | 405.000                                 | 3,0%                                    |
| 23                                      | 13 de marzo de 2012                     | 342.000                                 | 2,9%                                    |
| 24                                      | 14 de marzo de 2012                     | 386.000                                 | 2,9%                                    |
| 25                                      | 14 de marzo de 2012                     | 319.000                                 | 2,6%                                    |
| 26                                      | 15 de marzo de 2012                     | 440.000                                 | 3,3%                                    |
| 27                                      | 15 de marzo de 2012                     | 314.000                                 | 2,6%                                    |
| 28                                      | 16 de marzo de 2012                     | 407.000                                 | 3,0%                                    |
| 29                                      | 16 de marzo de 2012                     | 310.000                                 | 2,4%                                    |
| 30                                      | 19 de marzo de 2012                     | 382.000                                 | 2,9%                                    |
| 31                                      | 20 de marzo de 2012                     | 452.000                                 | 3,1%                                    |
| 32                                      | 21 de marzo de 2012                     | 470.000                                 | 3,3%                                    |
| 33                                      | 22 de marzo de 2012                     | 432.000                                 | 3,2%                                    |
| 34                                      | 23 de marzo de 2012                     | 446.000                                 | 3,2%                                    |
| 35                                      | 26 de marzo de 2012                     | 414.000                                 | 3,1%                                    |
| 36                                      | 27 de marzo de 2012                     | 462.000                                 | 3,4%                                    |
| 37                                      | 28 de marzo de 2012                     | 416.000                                 | 3,2%                                    |
| 38                                      | 29 de marzo de 2012                     | 566.000                                 | 3,9%                                    |
| 39                                      | 30 de marzo de 2012                     | 467.000                                 | 3,5%                                    |
| 40                                      | 2 de abril de 2012                      | 460.000                                 | 3,3%                                    |
| 41                                      | 3 de abril de 2012                      | 379.000                                 | 2,7%                                    |
| 42                                      | 4 de abril de 2012                      | 324.000                                 | 2,4%                                    |
| 43                                      | 5 de abril de 2012                      | 479.000                                 | 3,4%                                    |
| 44                                      | 6 de abril de 2012                      | 508.000                                 | 3,9%                                    |
| 45                                      | 9 de abril de 2012                      | 341.000                                 | 2,6%                                    |
| 46                                      | 10 de abril de 2012                     | 374.000                                 | 2,7%                                    |
| 47                                      | 11 de abril de 2012                     | 392.000                                 | 2,8%                                    |
| 48                                      | 12 de abril de 2012                     | 490.000                                 | 3,5%                                    |
| 49                                      | 13 de abril de 2012                     | 445.000                                 | 3,1%                                    |
| 50                                      | 16 de abril de 2012                     | 406.000                                 | 2,9%                                    |
| 51                                      | 17 de abril de 2012                     | 425.000                                 | 3,1%                                    |
| 52                                      | 18 de abril de 2012                     | 412.000                                 | 3,0%                                    |
| 53                                      | 19 de abril de 2012                     | 400.000                                 | 2,9%                                    |
| 54                                      | 20 de abril de 2012                     | 453.000                                 | 3,3%                                    |
| 55                                      | 23 de abril de 2012                     | 351.000                                 | 2,6%                                    |
| 56                                      | 24 de abril de 2012                     | 455.000                                 | 3,3%                                    |
| 57                                      | 25 de abril de 2012                     | 356.000                                 | 2,6%                                    |
| 58                                      | 26 de abril de 2012                     | 417.000                                 | 3,0%                                    |
| 59                                      | 27 de abril de 2012                     | 362.000                                 | 2,6%                                    |
| 60                                      | 30 de abril de 2012                     | 357.000                                 | 2,4%                                    |
| 61                                      | 1 de mayo de 2012                       | 466.000                                 | 3,4%                                    |
| 62                                      | 2 de mayo de 2012                       | 424.000                                 | 3,0%                                    |
| 63                                      | 3 de mayo de 2012                       | 403.000                                 | 3,0%                                    |
| 64                                      | 4 de mayo de 2012                       | 353.000                                 | 2,5%                                    |
| 65                                      | 14 de mayo de 2012                      | 274.000                                 | 2,0%                                    |
| 66                                      | 15 de mayo de 2012                      | 401.000                                 | 2,8%                                    |
| 67                                      | 16 de mayo de 2012                      | 374.000                                 | 2,7%                                    |
| 68                                      | 17 de mayo de 2012                      | 418.000                                 | 3,0%                                    |
| 69                                      | 18 de mayo de 2012                      | 390.000                                 | 2,8%                                    |
| 70                                      | 21 de mayo de 2012                      | 379.000                                 | 2,6%                                    |
| 71                                      | 22 de mayo de 2012                      | 373.000                                 | 2,7%                                    |
| 72                                      | 23 de mayo de 2012                      | 374.000                                 | 2,7%                                    |
| 73                                      | 24 de mayo de 2012                      | 402.000                                 | 3,0%                                    |
| 74                                      | 25 de mayo de 2012                      | 329.000                                 | 2,4%                                    |

     Máximo histórico de audiencia (sobremesa).
     Mínimo histórico (sobremesa).

## Detalles de la emisión
"El Millonario" se ha emitido en España habitualmente de lunes a viernes desde las 15:30 de la tarde hasta las 16:15, incluyendo la publicidad. Ocasionalmente se han producido especiales emitidos por la noche.